# En sød og liflig klang
En sød og liflig klang er debutalbummet fra den danske sangerinde Helene Blum. Det blev udgivet i 2005 og indeholder forskellige julesange.
Blum vandt prisen som "Årets danske debut" ved Danish Music Awards Folk i 2007 for albummet.

## Spor
1. "Glade jul" - 3:20
2. "Velkommen igen, Guds engle små" - 4:51
3. "Kimer, I klokker!" - 2:43
4. "Maria gennem torne går" - 3:14
5. "Her kommer jesus dine små" - 4:27
6. "Mit hjerte altid vanker" - 4:51
7. "Der er ingenting i verden så stille som sne" - 3:16
8. "En rose så jeg skyde" - 2:19
9. "En rose så jeg skyde (Instrumental)" - 1:46
10. "Dejlig er jorden" - 2:59
11. "Et lidet barn så lysteligt" - 1:46
12. "En sød og liflig klang / Liflig polonaise" - 5:13